# SoftBank 740SC
SoftBank 740SC（ソフトバンク ななよんぜろエスシー ）は韓国のサムスン電子が開発しソフトバンクモバイルが販売するW-CDMA通信方式の第3世代携帯電話である。2009年10月9日発売。新色（ブルー、ピンク）2010年9月17日発売。

## 特徴
SoftBank 731SCをベースモデルとし、折りたたみ型に変更されているが、機能は大幅にスペックアップされている。
フラットなデザインとコンパクトなサイズをキーワードに設計されており、通常より大きめのキーを使用している。カラーは全5色である。

## 主な機能・サービス
| 主な対応サービス         | 主な対応サービス              | 主な対応サービス       |
| ------------------------ | ----------------------------- | ---------------------- |
| S!一斉トーク             | S!ともだち状況                | Yahoo!mocoa            |
| S!ループ                 | S!タウン                      | S!速報ニュース         |
| S!情報チャンネル         | S!FeliCa                      | PCサイトブラウザ       |
| 電子コミック             | S!アプリ                      | 着うたフル／着うた     |
| デコレメール             | S!電話帳バックアップ          | PCメール               |
| コンテンツおすすめメール | TVコール                      | 世界対応ケータイ       |
| S!GPSナビ                | デルモジ表示 （アニメビュー） | ワンセグ               |
| 3Gハイスピード           | S!おなじみ操作                | ダブルナンバー         |
| 着デコ                   | きせかえアレンジ              | ミュージックプレイヤー |
| 安心遠隔ロック           | モバイルウィジェット          |                        |

文字入力は日本語、英語、韓国語の3か国語から選択できるほか、メニュー表示は日本語、英語、韓国語、中国語、ポルトガル語の5か国語表示に対応している。 
メールデータは外部メモリやパソコンなどに移動、バックアップすることができない。

## 不具合
- 740SCで利用できない「タダメロディ」「タダ歌ばん」のサービスメニュー項目が表示されており2010年1月5日よりソフトウェア更新を開始した。940SCでも同様の不具合が生じている。
- 本機の機能『バックアップ-カレンダー』を行うと、再起動する。

## 参照
1. ↑  SoftBank 740SCを発表（2009年）